# Critérium de Lisieux
Le Critérium de Lisieux est une course cycliste française.
Lisieux accueille le premier critérium d'après-Tour de France le mardi suivant l'arrivée des coureurs sur les Champs-Élysées. Celui-ci est organisé par le Vélo Club Lexovien (dont l'ancien maire, Bernard Aubril était le président) avec le soutien de la ville de Lisieux, du Conseil départemental du Calvados et du Conseil régional de Normandie.

Les critériums permettent aux spectateurs d'approcher les coureurs qu'ils ont pu suivre durant les trois semaines précédentes. 
Lisieux est un critérium spécial puisqu'il s'agit du plus ancien encore actif mais aussi le premier à recevoir les coureurs après l'arrivée du Tour de France. 

## Palmarès
| Année                                                              | Vainqueur                | Deuxième              | Troisième              |
| ------------------------------------------------------------------ | ------------------------ | --------------------- | ---------------------- |
| 1981                                                               | Roger Legeay             | Raymond Martin        | Bernard Becaas         |
| 1983                                                               | Pascal Simon             | Raymond Martin        | Christian Jourdan      |
| 1984                                                               | Bernard Hinault          | Vincent Barteau       | Marc Madiot            |
| 1985                                                               | Thierry Marie            | Guy Gallopin          | Christophe Lavainne    |
| 1986                                                               | Greg LeMond              | Jean-Claude Bagot     | Dominique Garde        |
| 1987                                                               | Gilbert Duclos-Lassalle  | Jean-François Bernard | François Lemarchand    |
| 1988                                                               | Philippe Bouvatier       | Éric Caritoux         | Thierry Marie          |
| 1989                                                               | Vincent Barteau          | Fabrice Philipot      | Philippe Louviot       |
| 1990                                                               | François Lemarchand      | Philippe Louviot      | Pascal Dubois          |
| 1991                                                               | Jean-Claude Colotti      | Marc Madiot           | Armand de Las Cuevas   |
| 1992                                                               | Laurent Jalabert         | Jacky Durand          | Richard Virenque       |
| 1993                                                               | Djamolidine Abdoujaparov | Christophe Capelle    | Jean-Philippe Dojwa    |
| 1994                                                               | Jacky Durand             | Claudio Chiappucci    | Richard Virenque       |
| 1995                                                               | Richard Virenque         | Eddy Seigneur         | Laurent Madouas        |
| 1996                                                               | Luc Leblanc              | François Lemarchand   | Thierry Laurent        |
| 1997                                                               | Stéphane Barthe          | Richard Virenque      | Thierry Gouvenou       |
| 1998                                                               | Laurent Desbiens         | Stuart O'Grady        | Thierry Gouvenou       |
| 1999                                                               | Richard Virenque         | François Simon        | Laurent Brochard       |
| 2000                                                               | Christophe Moreau        | Christophe Capelle    | Jacky Durand           |
| 2001                                                               | Didier Rous              | Jimmy Casper          | Serge Baguet           |
| 2002                                                               | Laurent Jalabert         | Nicolas Vogondy       | Patrice Halgand        |
| 2003                                                               | Laurent Brochard         | Richard Virenque      | Sandy Casar            |
| 2004                                                               | Jean-Patrick Nazon       | Nicolas Jalabert      | Thomas Voeckler        |
| 2005                                                               | Sandy Casar              | Christophe Moreau     | Anthony Geslin         |
| 2006                                                               | Sylvain Calzati          | Gilberto Simoni       | Jimmy Casper           |
| 2007                                                               | Christophe Moreau        | Sandy Casar           | Franck Renier          |
| 2008                                                               | Cyril Dessel             | Nicolas Vogondy       | Gilberto Simoni        |
| 2009                                                               | Sandy Casar              | Dimitri Champion      | Thomas Voeckler        |
| 2010                                                               | Sylvain Chavanel         | Christophe Riblon     | Romain Lemarchand      |
| 2011                                                               | Pierre Rolland           | Thomas Voeckler       | Jérémy Roy             |
| 2012                                                               | Thomas Voeckler          | Jérémy Roy            | Pierre Rolland         |
| 2013                                                               | Christophe Riblon        | Sylvain Chavanel      | Arthur Vichot          |
| 2014                                                               | Tony Gallopin            | Arnaud Démare         | Fränk Schleck          |
| 2015                                                               | Warren Barguil           | Jérémy Roy            | Thomas Voeckler        |
| 2016                                                               | Romain Bardet            | Pierre Rolland        | Amaël Moinard          |
| 2017                                                               | Warren Barguil           | Arnaud Démare         | Guillaume Martin       |
| 2018                                                               | Julian Alaphilippe       | Omar Fraile           | Pierre Latour          |
| 2019                                                               | Warren Barguil           | Mikaël Cherel         | Amaël Moinard          |
| 2020–2021 : Éditions annulées en raison de la pandémie de Covid-19 |                          |                       |                        |
| 2022                                                               | David Gaudu              | Florian Sénéchal      | Aurélien Paret-Peintre |
| 2023                                                               | Pello Bilbao             | Guillaume Martin      | Jasper Stuyven         |
| 2024                                                               | Guillaume Martin         | Paul Lapeira          | Axel Laurance          |
| 2025                                                               | Ben Healy                | Jordan Jegat          | Hugo Page              |